# 西原蠻
西原蛮是唐朝對生活在岭南西部僚人中的一支人群的稱呼，為壯族先民之一。原来可能仅指西原州的僚人，後來唐朝將西原州至桂州西部所有僚人都稱為西原蠻。西原蠻活動範圍约相当于現今广西左江、右江流域和云南文山壮族苗族自治州东部广南县、富宁县一带。
而西原州，則約為唐代對位於今广西与越南交界的左江和右江流域一帶的統稱，治所在羅和縣（約為今廣西大新縣一帶），並稱左江一帶的寧明、龍州、崇左、扶綏等地為黃峒地、右江一帶的天等、靖西等地為儂峒地。
西原蛮的豪族大姓有宁氏、黄氏、韦氏、周氏、侬氏等。黄氏住在黄橙洞，所以他們又称黄洞蛮。唐朝天宝初年，黄氏家族开始强盛，所以西原蛮又被叫作黄洞蛮。唐朝至德初年至大和年间，西原蛮在其豪姓大族黄乾曜、黄少卿、黄昌沔等三代首领组织下联合其他蛮族共同反抗唐朝，這一反抗延续百年，還波及湘、黔及其他岭南地区。